# لولا تاد

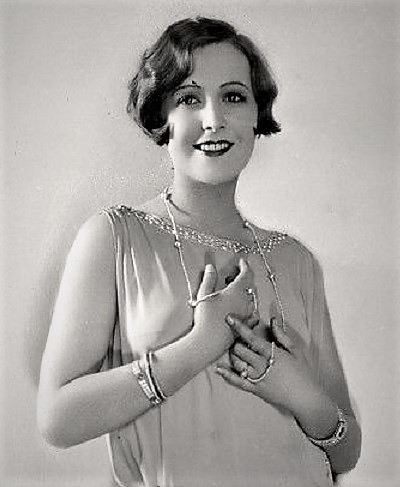
تصویری از لولا تاد

لولا تاد (انگلیسی: Lola Todd؛ ۱۴ مهٔ ۱۹۰۴ – ۳۱ ژوئیهٔ ۱۹۹۵ (۹۱ سال)) یک هنرپیشه اهل ایالات متحده آمریکا بود.
وی در ۱۹ سالگی کار خود را آغاز کرد و پس از ۶ سال ( ۱۹۲۹ ) به کار خود پایان داد .